# Facundo Alfredo Castro
Facundo Alfredo Castro (San Miguel del Monte, 28 febbraio 1996) è un calciatore argentino, attaccante del Melgar.

## Caratteristiche tecniche
È una punta centrale.

## Palmarès

### Club

#### Competizioni nazionali
- Campionato argentino: 1

Racing Club: 2014